# Dvaita
Dvaita (Kannada: ದ್ವೈತ; Devanagari: द्बैत) è una scuola dualista della filosofia indù Vedānta. La parola sanscrita dvaita significa "dualismo". La scuola è stata istituita come un nuovo sviluppo nella tradizione Vedānta esegetica nel XIII secolo con il teologo vaishnava Madhvacharya, che scrisse commenti su una serie di scritture indù. La scuola di filosofia Dvaita è parte della Brahma Sampradaya.